# Cathy Baron Tamraz
Cathy Baron Tamraz (* 10. Oktober 1953 in Portland) ist eine US-amerikanische Wirtschaftsmanagerin und seit 2005 Vorstandsvorsitzende von Business Wire.

## Leben
Cathy Baron Tamraz studierte Englisch (Undergraduate Degree) und Literatur (Master Degree) an der Stony Brook University in Manhattan.
Sie trat 1979 in das Unternehmen Business Wire ein und arbeitete zunächst im Büro in San Francisco. Im Jahr 1980 eröffnete sie für das Unternehmen ein Büro in New York City und übernahm 1987 die Gebietsverantwortung für den Bundesstaat New York. Seit 1990 gehört sie dem Führungskreis an, wo sie 2000 die Rolle des Chief Operating Officer und 2005 die Funktion des Chief Executive Officer übernahm.
Ihr wird die entscheidende Rolle bei der Übernahme von Business Wire durch Berkshire Hathaway im März 2006 zugeschrieben, die sie im November 2005 mit einem Brief an Warren Buffett vorschlug.